# 수마트라산양
수마트라산양(Capricornis sumatraensis)은 소과 시로속에 속하는 포유류의 일종이다. 타이-말레이 반도의 산림과 인도네시아 수마트라섬에서 발견된다. 이전에는 대륙에 서식하는 다른 종들(중국산양, 붉은산양, 히말라야산양)과 마찬가지로 대륙산양으로 부르고, 대륙산양의 아종으로 간주했다. 수마트라산양은 서식지 감소와 사냥으로 멸종 위협을 받고 있으며, 이 때문에 보전 상태 취약종으로 분류하고 있다.